# Luca Francesconi

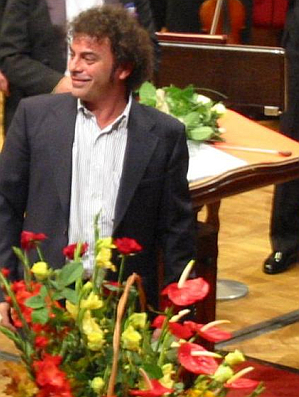
Luca Francesconi

Luca Francesconi (* 17. März 1956 in Mailand) ist ein italienischer Komponist.

## Leben und Wirken
Francesconi studierte am Konservatorium seiner Geburtsstadt Klavier und Komposition bei Azio Corghi, Karlheinz Stockhausen und Luciano Berio. 1990 gründete er in Mailand das Agon Acustica Informatica Musica, ein Zentrum für Neue Musik.
Für seine Kompositionen wurde er mit dem Kranichsteiner Musikpreis, dem Förderpreis des Siemens Musikpreises (1994), dem Antonio-Feltrinelli-Preis (2018) und dem Prix Italia ausgezeichnet. Er unterrichtete als Gastprofessor am Rotterdamer Konservatorium, war 1995 Composer in Residence in Straßburg und ist Leiter der Kompositionsabteilung der Musikhögskolan of Malmö in Schweden.

## Werke
- Passacaglia für großes Orchester, 1982
- Viaggiatore insonne für Sopran und fünf Instrumente (Text von Sandro Penna), 1983
- Notte für Mezzosopran und neunzehn Instrumente (Text von Sandro Penna), 1983–1984
- Finta-di-nulla für Sopran und neunzehn Instrumente (Text von Umberto Fiori), 1985
- Onda sonante für acht Instrumente, 1985
- Vertige für Streichorchester, 1985
- Da capo für neun Instrumente, 1985–1986
- Encore/Da capo für neun Instrumente, 1985–1995
- Impulse II für Klarinette, Violine und Klavier, 1985, 1995
- Plot in fiction für Oboe-Englisch Horn und Kammermusikgruppe, 1986
- Respiro für Posaune, 1987
- Trama für Saxophon und Orchester, 1987
- Attesa für Bläserquintett, 1988
- La voce, Folksong für Sopran und dreizehn Instrumente (Text von Umberto Fiori), 1988
- Aeuia für Bariton und zwölf Instrumente (Text von Jacopone da Todi), 1989
- Les barricades mystérieuses für Flöte und Orchester, 1989
- Piccola trama für Saxophon und acht Instrumente, 1989
- Richiami II 1° studio sulla memoria, 1989–1992
- Memoria für Orchester, 1990
- Secondo Concerto für Oboe und Kammerorchester, 1991
- Mittel für fünf Bands, 1991
- Riti neurali 3° studio sulla memoria für Violine und acht Instrumente, 1991
- Islands concerto für Klavier und Kammerorchester, 1992
- Islands concerto für Klavier und zwölf Instrumente, 1992
- Miniature für sechzehn Instrumente, 1992
- Voci für Sopran, Violine und Elektronik (Text von Umberto Fiori), 1992
- Aria für doppelchöriges Bläseroktett, 1993
- Plot II für Saxophon und fünfzehn Instrumente, 1993
- Risonanze d’Orfeo, Suite für Bläserorchester nach Claudio Monteverdis Orfeo, 1993
- Trama II für Klarinette, Orchester und Live-Elektronik, 1993 (Auftragskomposition KlangArt Osnabrück)
- Ballata del rovescio del mondo, Rundfunkmusik nach Texten von Umberto Fiori, 1994
- Etymo für Sopran, Elektronik und Kammerorchester nach Texten von Charles Baudelaire, 1994
- A fuoco 4° studio sulla memoria für Gitarre und Ensemble, 1995
- Animus für Posaune und Live-Elektronik, 1995–1996
- Inquieta limina. Un omaggio a Berio für Ensemble und Akkordeon, 1996
- Venti Radio-Lied nach Texten von Umberto Fiori, 1996–1997
- Sirene/Gespenster, Oratorium (Texte von Umberto Fiori), 1996–1997
- Ballata, Oper, 1996–1999
- Respondit zwei Madrigale von Carlo Gesualdo transkribiert für fünf Instrumente und Elektronik, 1997
- Memoria II für Orchester, 1998
- Wanderer für großes Orchester, 1998–1999
- Cobalt, Scarlet. Two Colours of Dawn für großes Orchester, 1999–2000
- Terre del Rimorso, 2000
- Aria Novella, 2001
- Let me Bleed Requiem für Carlo Giuliani, für gemischten Chor, nach Texten von Attilio Bertolucci, 2001
- Buffa Opera nach Texten von Stefano Benni, 2002
- Gesualdo Considered as a Murderer, Oper, 2004
- Quartett, Oper nach Texten von Heiner Müller, 2011
- Trompe-la-mort, Oper nach Honoré de Balzac, Opéra de Paris 2017

| Personendaten    | Personendaten           |
| ---------------- | ----------------------- |
| NAME             | Francesconi, Luca       |
| KURZBESCHREIBUNG | italienischer Komponist |
| GEBURTSDATUM     | 17. März 1956           |
| GEBURTSORT       | Mailand                 |